# Friedrich Kritzler

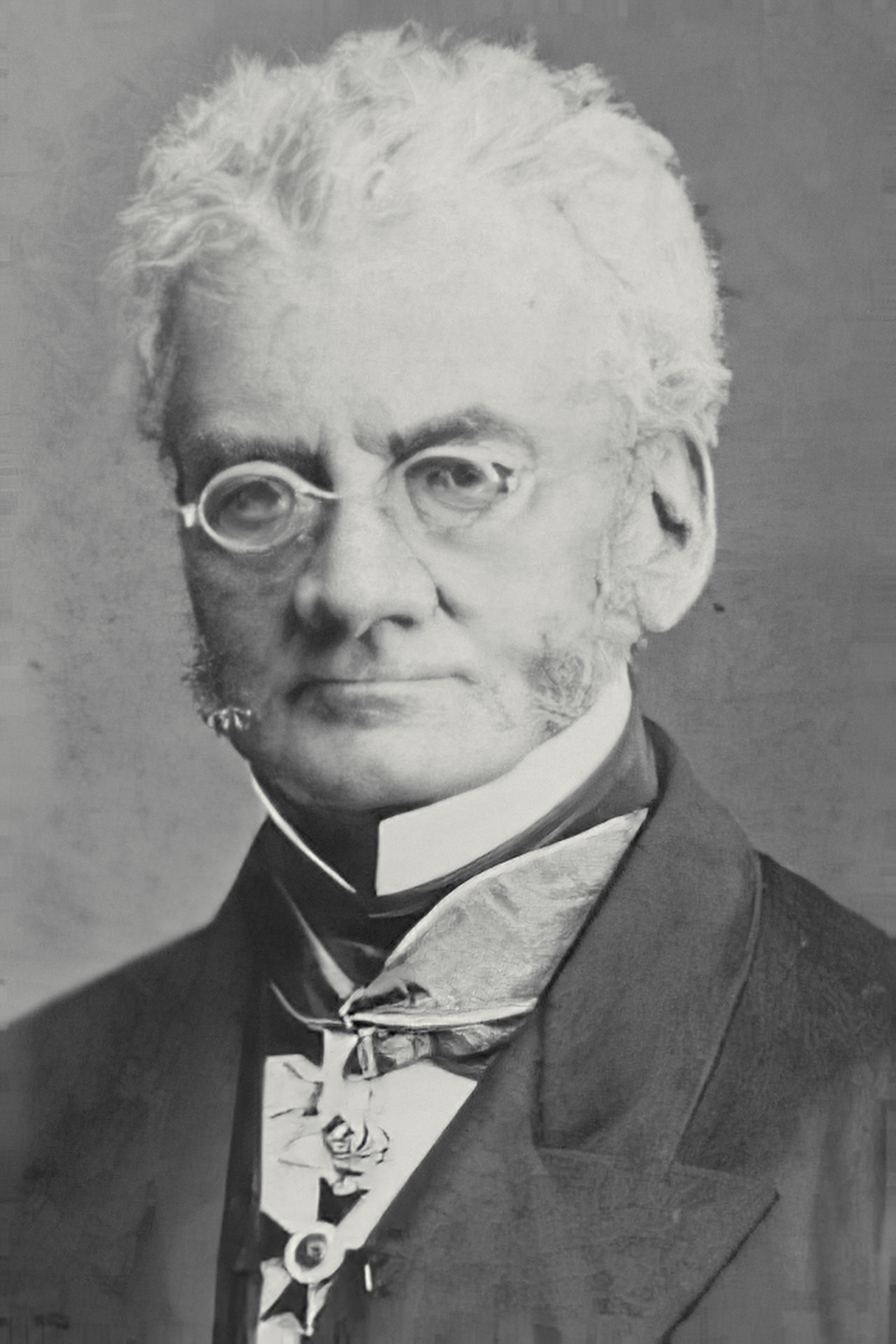
Friedrich Kritzler

Friedrich Jakob Kritzler (* 21. März 1802 in Kirch-Brombach im Odenwald; † 28. April 1877 in Darmstadt) war ein Verwaltungsjurist und Abgeordneter im Großherzogtum Hessen.

## Familie
Friedrich Kritzler war Sohn des Pfarrers, Konsistorial- und Kirchenrates Philipp Heinrich Gottlieb Kritzler (1766–1832) und dessen Frau Karolina geb. Gunst (1765–1837).
Friedrich Kritzler heiratete 1831 in Darmstadt Susanne Maria Elise Wiener (1808–1890), Tochter des Gastwirts und Postmeisters Adam Wiener aus Darmstadt. Der Ehe entstammte die Tochter Marie Karoline Katharine (1843–1927), die Wilhelm Haas (1839–1913) heiratete, Kreisrat des Kreises Offenbach und Präsident der Zweiten Kammer der Landstände des Großherzogtums.

## Karriere
Friedrich Kritzler studierte an der  Hessischen Ludwigs-Universität in Gießen Evangelische Theologie und Rechtswissenschaft und letzteres auch an der Ruprecht-Karls-Universität Heidelberg. Er schloss sich den Gießener Corps Franconia und Hassia und dem Heidelberger Corps Hassia an. Das Studium schloss er mit der Promotion zum Dr. iur. ab. Als Regierungsakzessist arbeitete er zunächst beim Kreis Dieburg und ab 1826 in gleicher Funktion beim Kreis Darmstadt. 1830 wurde er Landrat des Landratsbezirks Dieburg und 1832, nach einer Verwaltungsreform, die die Landratsbezirke durch größere Kreise ersetzte, Kreisrat im Kreis Dieburg. Im Zuge der Revolution von 1848 im Großherzogtum Hessen wurden die Kreise aufgehoben und größere Regierungsbezirke gebildet, die je von einer Regierungskommission kollektiv geleitet wurden, an deren Spitze ein „Dirigent“ stand. Friedrich Kritzler wurde Dirigent der Regierungskommission des Regierungsbezirks Dieburg. 1852 wurde in der Reaktionsära die Verwaltungs- und Gebietsreform von 1848 prinzipiell wieder zurückgenommen. Friedrich Kritzler wurde zum Regierungsrat befördert und 1853 Kreisrat des Kreises Darmstadt. 1858 wechselte er auf die Stelle des Direktors der Oberstudiendirektion, ab 1870 war er Präsident des Oberkonsistoriums der Evangelischen Landeskirche Hessen. Unter seiner Leitung kam 1874 eine neue Kirchenverfassung zustande, die sich an preußischen Modellen orientierte und erstmals in größerem Umfang synodale Elemente und eine weiter gehende Beteiligung nicht-geistlicher Kirchenmitglieder einführte.

## Weitere Engagements
Staatliche Ämter
- 1853–1858 Mitglied der Oberpostdirektion
- Außerordentliches Mitglied des Staatsrats

Landstände
- 1849–1850 gehörte Friedrich Kritzler während des 12. und 13. Landtags als gewähltes Mitglied der Ersten Kammer der Landstände des Großherzogtums Hessen für den Wahlbezirk 15, Umstadt und Reinheim an. In den Ständen vertrat er konservative Positionen.
- 1851–1856 gehörte er während des  14. Landtags als gewähltes Mitglied weiter der Ersten Kammer des Landstände des Großherzogtums Hessen an, nun aber für den Wahlbezirk 2 Starkenburg (Babenhausen, Groß-Bieberau, Langen, Offenbach, Reinheim, Seligenstadt, Umstadt).
- 1856–1862 gehörte er für den Wahlbezirk Starkenburg 5/Dieburg während des 15. und 16. Landtags – das Wahlrecht war zwischenzeitlich geändert worden – der Zweiten Kammer der Landstände an.
- 1866–1872 vertrat er während des 19. und 20. Landtags erneut den Wahlbezirk Starkenburg 5, Dieburg, in der Zweiten Kammer der Landstände.

## Ehrungen
- 1853 Geheimer Regierungsrat[10]
- 1862 Geheimrat[11]
- Ehrenbürger von Dieburg[12]
- Ehrenmitglied des Corps Hassia Heidelberg[5]